# Evangelische Kirche (Wohnbach)

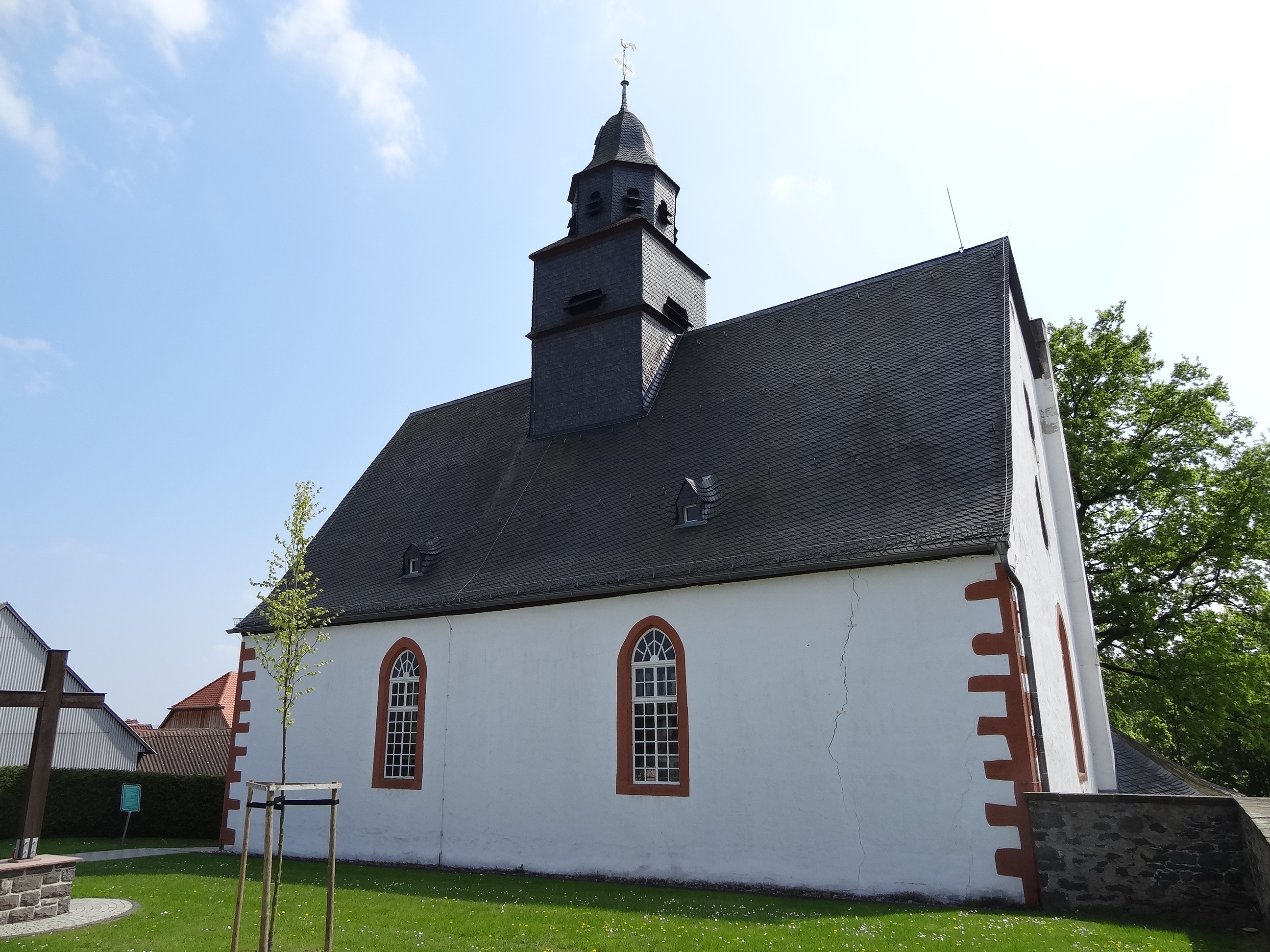
Kirche von Nordwest

Die Evangelische Kirche in Wohnbach, einem Ortsteil der Gemeinde Wölfersheim im Wetteraukreis (Hessen), wurde im Jahr 1620/21 am westlichen Ortsrand errichtet. Die rechteckige Hallenkirche mit Haubendachreiter ist als Predigtkirche konzipiert und steht für einen eigenständigen protestantischen Baustil in Oberhessen, dessen Entwicklung durch den Dreißigjährigen Krieg unterbrochen wurde. Die Kirche prägt das Ortsbild und ist aufgrund ihrer geschichtlichen und kulturellen Bedeutung hessisches Kulturdenkmal. Die Kirchengemeinde gehört zum Dekanat Gießener Land in der Propstei Oberhessen der Evangelischen Kirche in Hessen und Nassau.

## Geschichte

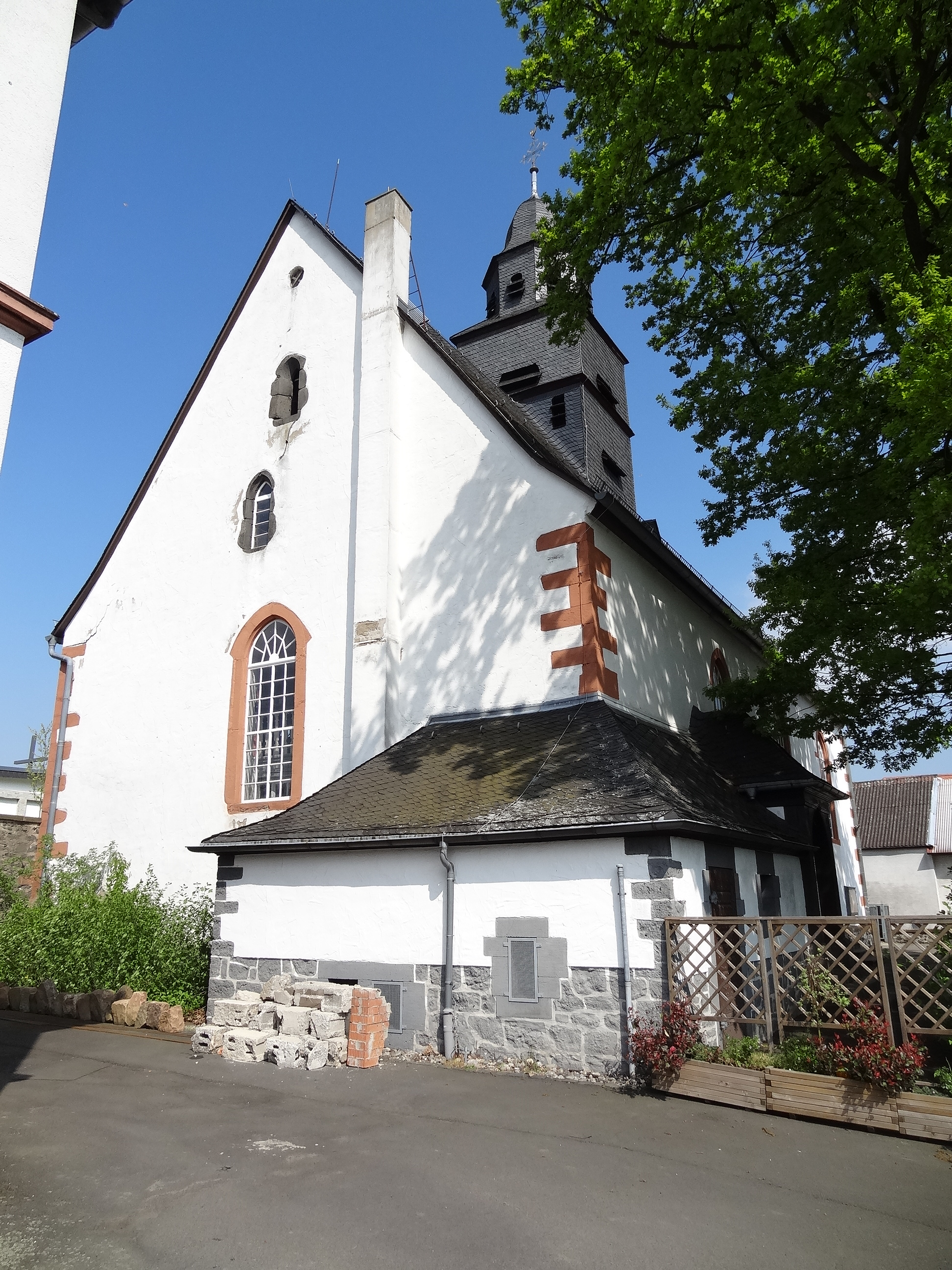
Kirche von Südwest

Auf eine Kirche in Wohnbach ist im Jahr 1313 zu schließen, da der Name eines Plebans urkundlich erwähnt wird. Seitdem ist die Kirche eine Pfarrkirche; zuvor war sie Filial im Sendbezirk Berstadt. Kirchlich gehörte der Ort im ausgehenden Mittelalter zum Archidiakonat St. Maria ad Gradus in der Erzdiözese Mainz. Ein Patrozinium der Maria ist für 1473 nachgewiesen. Nach anderer Tradition war sie dem heiligen Godehard geweiht.
Mit Einführung der Reformation wechselte Wohnbach 1545/1548 zum evangelischen Bekenntnis, war von 1606 bis 1612 reformiert und seitdem wieder lutherisch. Das Patronat lag 1537 bei Solms-Lich, wahrscheinlich seit 1702 bei Solms-Laubach.
„Weilen die Capell in Wonnbach sehr alt undt zerfallen und zum ferneren Gebrauch undinlich“, schreibt Johann Jakob Lucius, Pfarrer in Wohnbach von 1676 bis 1722, in seiner Chronik aus dem Jahr 1703, wurde der gotische Vorgängerbau 1620/1621 durch die heutige Kirche ersetzt. Die Grundsteinlegung erfolgte am 26. April 1620, die Einweihung am „Sonntag vor Allerheiligen“, also nach nur anderthalb Jahren.
Innenrenovierungen fanden 1680/81 und 1909/10 statt. In den 1860er Jahren wurde die Ostempore für die neue Orgel eingebaut. Die Stuckdecke wurde 1907 durch Eisenträger gesichert, an denen die hölzernen Unterzüge aufgehängt wurden. 1910 wurde der westliche Portalvorbau geschaffen. 1955 wurde das Gotteshaus innen und in den 1970er Jahren außen renoviert.

## Außenbau

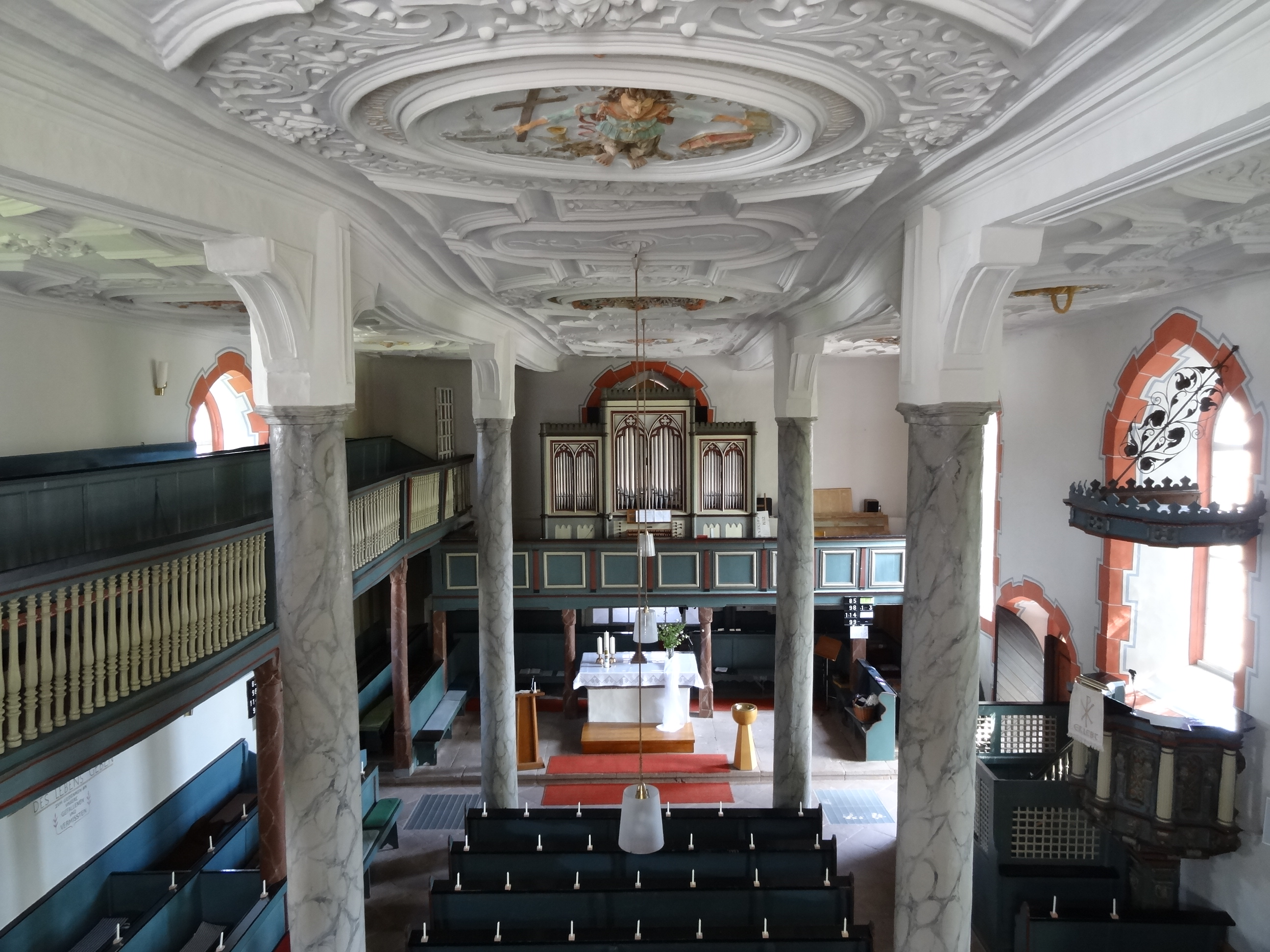
Innenraum Richtung Osten

Die geostete, Kirchenbau auf rechteckigem Grundriss ist errichtet. Die Hanglage ist nach Süden hin durch einen niedrigen Feldsteinsockel ausgeglichen. Darüber sind die Wände verputzt, die Flächen weiß gestrichen. Die Quaderung der Mauerecken und die Sandsteingewände der Fenster und Portale sind mit roter Farbe hervorgehoben. Sämtliche Fenster des Kirchenraums sind spitzbogig, drei an der südlichen, zwei an der nördlichen Längsseite und je eines an den Giebelseiten. Im östliche Giebeldreieck liegen zwei Fenster für den Dachraum, spitzbogig mit stärker profilierten Gweänden. Beide portale liegen in der Südwand. Das spitzbogige östliche Portal ist profiliert und mit 1620 bezeichnet, der westliche Portalvorbau trägt als Inschrift die Jahreszahl 1910. Rechts vom westlichen Portal ist in der Außenmauer eine Tafel aus rotem Sandstein angebracht, die an die Geldspende eines Ehepaares erinnert: „HEN WOLFF UND ANNA SEINE HAUSFRAW STEWREN ZU DIESEM KIRCHENBAW 50 GULDEN“. Das spätgotische Fenster in der Westwand wurde aus dem Vorgängerbau übernommen.
Nicht ganz mittig, sondern leicht nach Osten versetzt erhebt sich über dem Satteldach der quaderförmige Dachreiter, der in eine achtseitige Haube mit geschwungenem Dach übergeht. Der Helm wird von Turmknopf, schmiedeeisernem Kreuz und vergoldetem Wetterhahn bekrönt.

## Innenraum
Der Gottesdienstraum ist eine flachgedeckte Vierstützenhalle mit nahezu einheitlicher Deckenhöhe. Die reich stuckierte Decke wird von zwei Unterzügen gestützt. 
Die tragenden Rundpfeiler haben marmorierte Bemalung und antikisierende Sockel und Kapitelle, darüber aber Kopfbügen. Die bauzeitliche L-förmige Empore an Nord- und Westwand hat keine Verbindung zu den vier Hallenpfeilern, sondern steht ebenso wie die jüngere Ostempore auf eigenen Pfeilern von ähnlicher Form- aber anderer Farbgebung.
Die Ornamenten der Decke gehören der deutschen Renaissance an. Je drei Stuck-Medaillons in drei Reihen weisen allegorische und symbolische Darstellungen in farbiger Fassung auf. Sie werden von Voluten, Blatt-, Blumen- und Fruchtwerk, Rollwerk, Grotesken und Engelsköpfen umgeben und miteinander verbunden. Alle neun Medaillons haben Umschriften mit Bibelversen, geistlichen Sinnsprüchen oder Hinweisen auf die Erbauung der Kirche und ihrer Patronatsherren. An der Südseite ist in der Mitte der Pelikan dargestellt, der mit seinem Blut und Fleisch vier Jungvögel ernährt, ein altes christliches Motiv. Zwei junge Pelikane werden von Schlangen bedroht (dasselbe Motiv findet sich in der Kirche zu Nieder-Weisel). Zwei Posaunenengel an der Südseite flankieren die Pelikan-Szene.

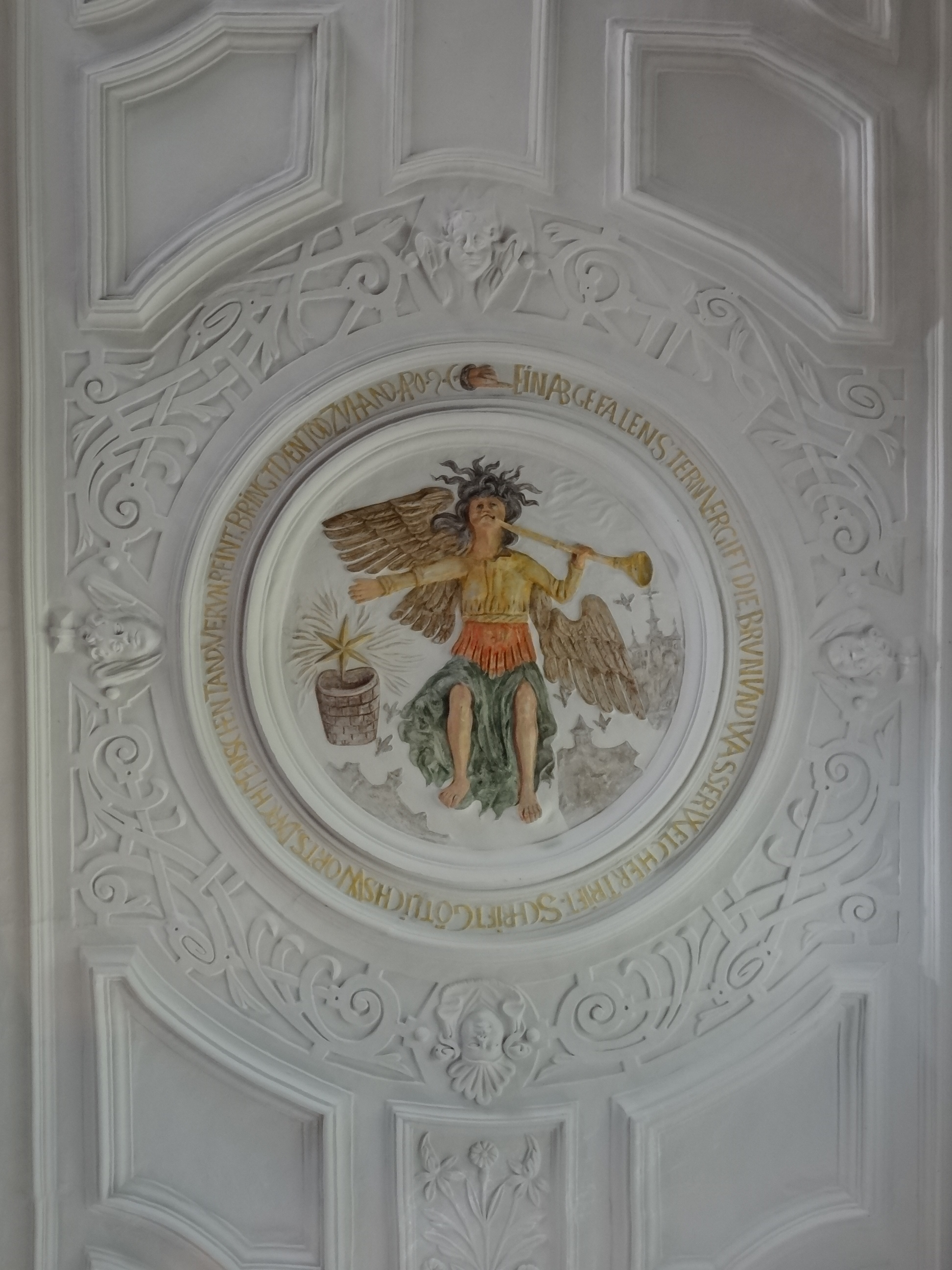
Posaunenengel
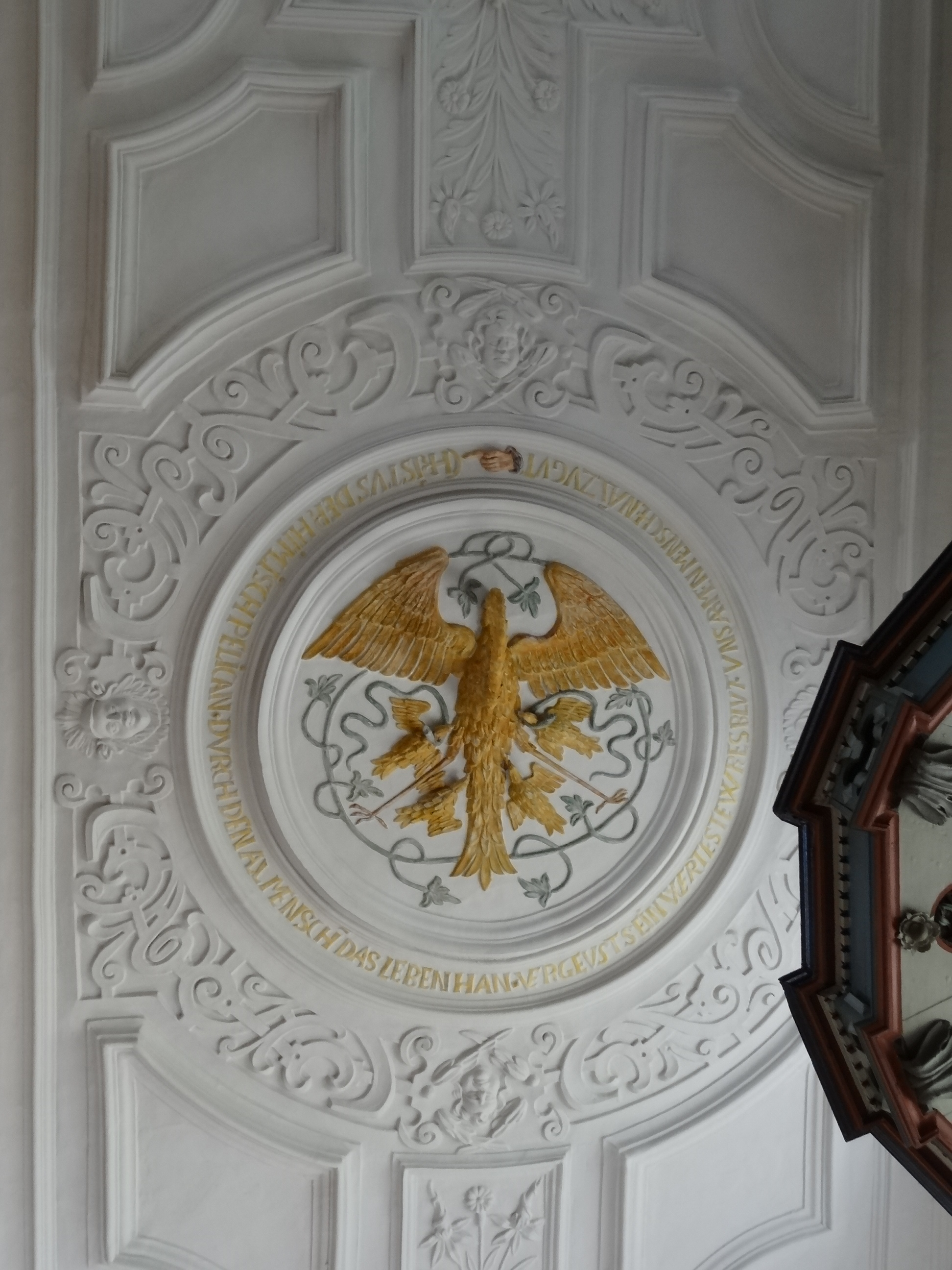
Medaillon mit Pelikan in der Stuckdecke
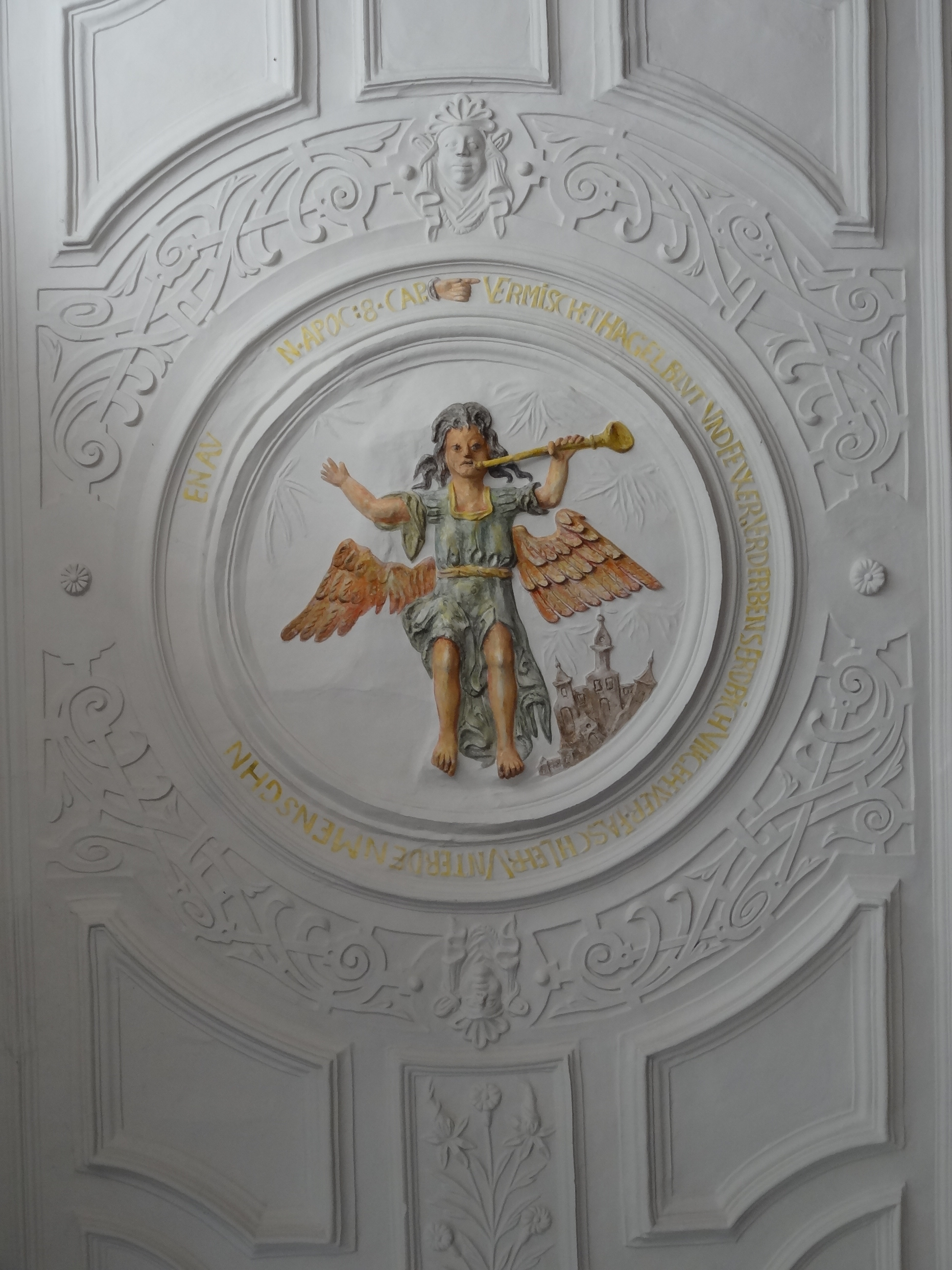
Posaunenengel

In der mittleren Reihe ist vor dem Westfenster die weibliche Figur der „Fides“ (Glauben) zu sehen, die in der Linken die Heilige Schrift und in der Rechten ein Kreuz hält. Das Allianzwappen in der Deckenmitte mit den Wappen von Solms und Lobkowitz trägt die Umschrift: „PHILIPPUS GRAFF ZUE SOLMS ETC. SABINA GRÄFFIN ZUE SOLMS GEBORNE FRAW POPLIN VON LOBKOWITZ“. Vor dem Ostfenster ist Christus als „Salvator mundi“ mit der Weltkugel und einem Kreuz in der linken Hand zu sehen, seine rechte Hand ist zum Segensgruß erhoben. Die Darstellungen des Salvator mundi, des Posaunenengels und Pelikans erinnern an die Stuckdecke der Holzheimer Kirche.

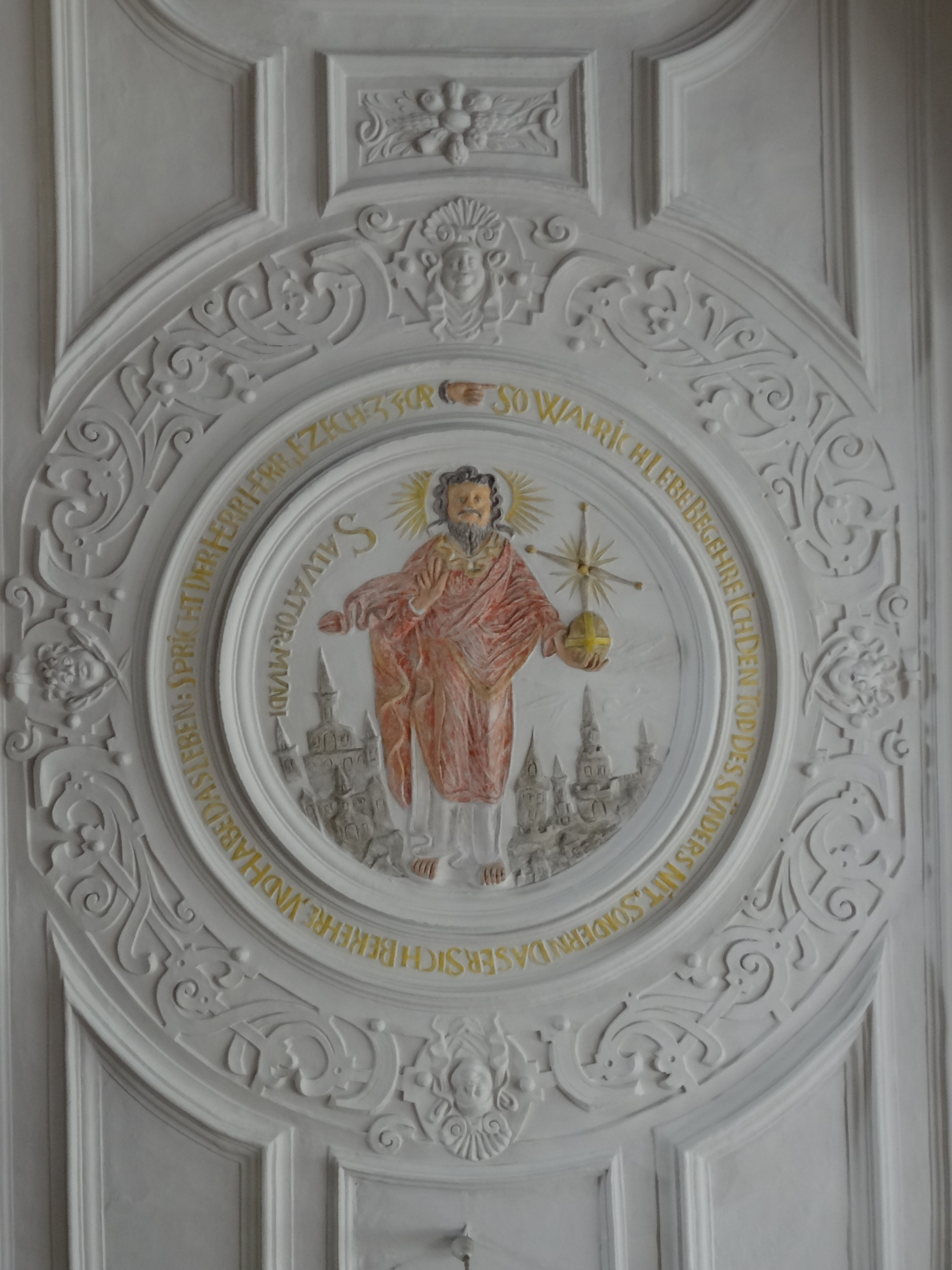
Figur der „Fides“
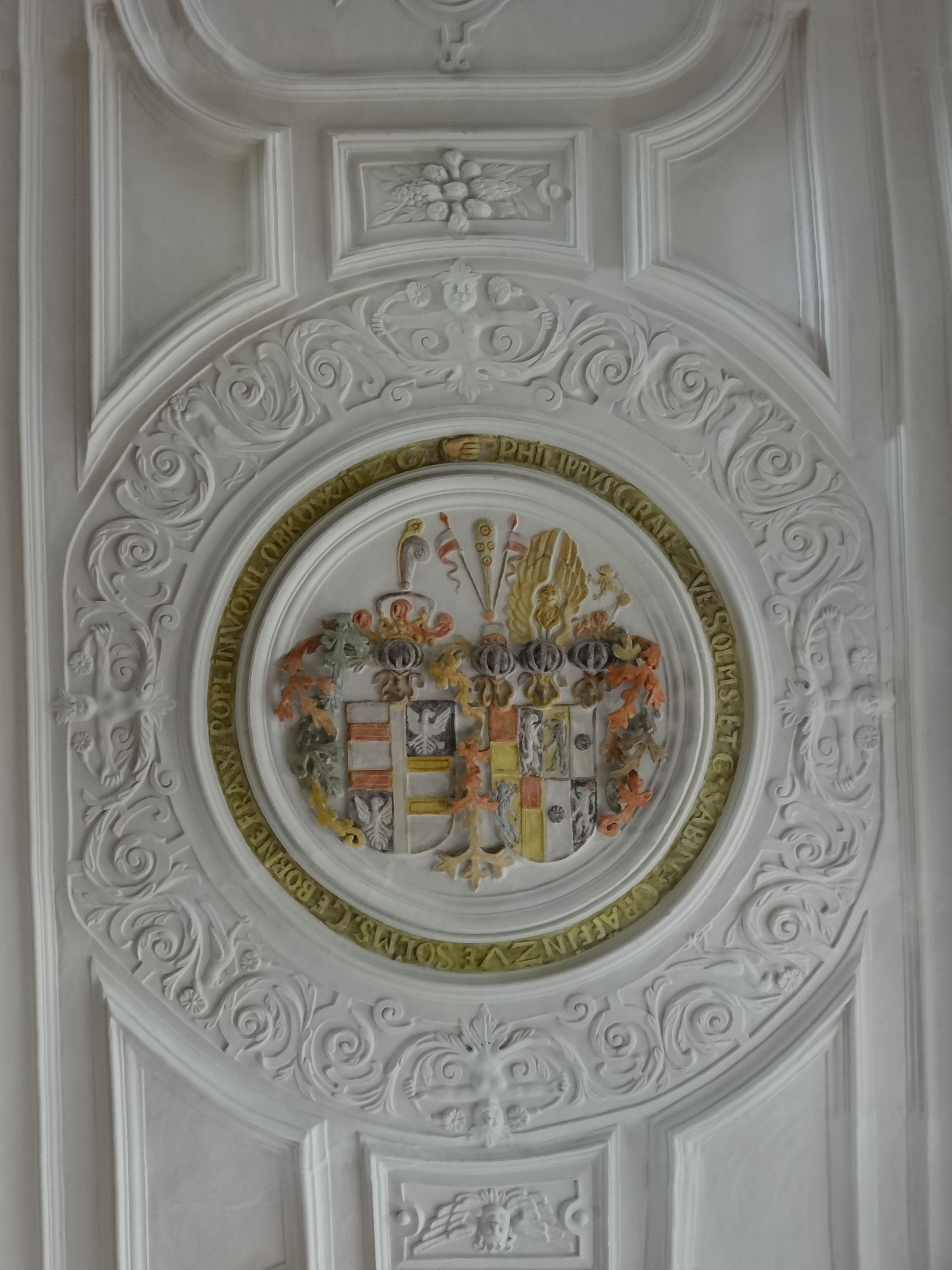
Allianzwappen derer von Solms und Lobkowitz
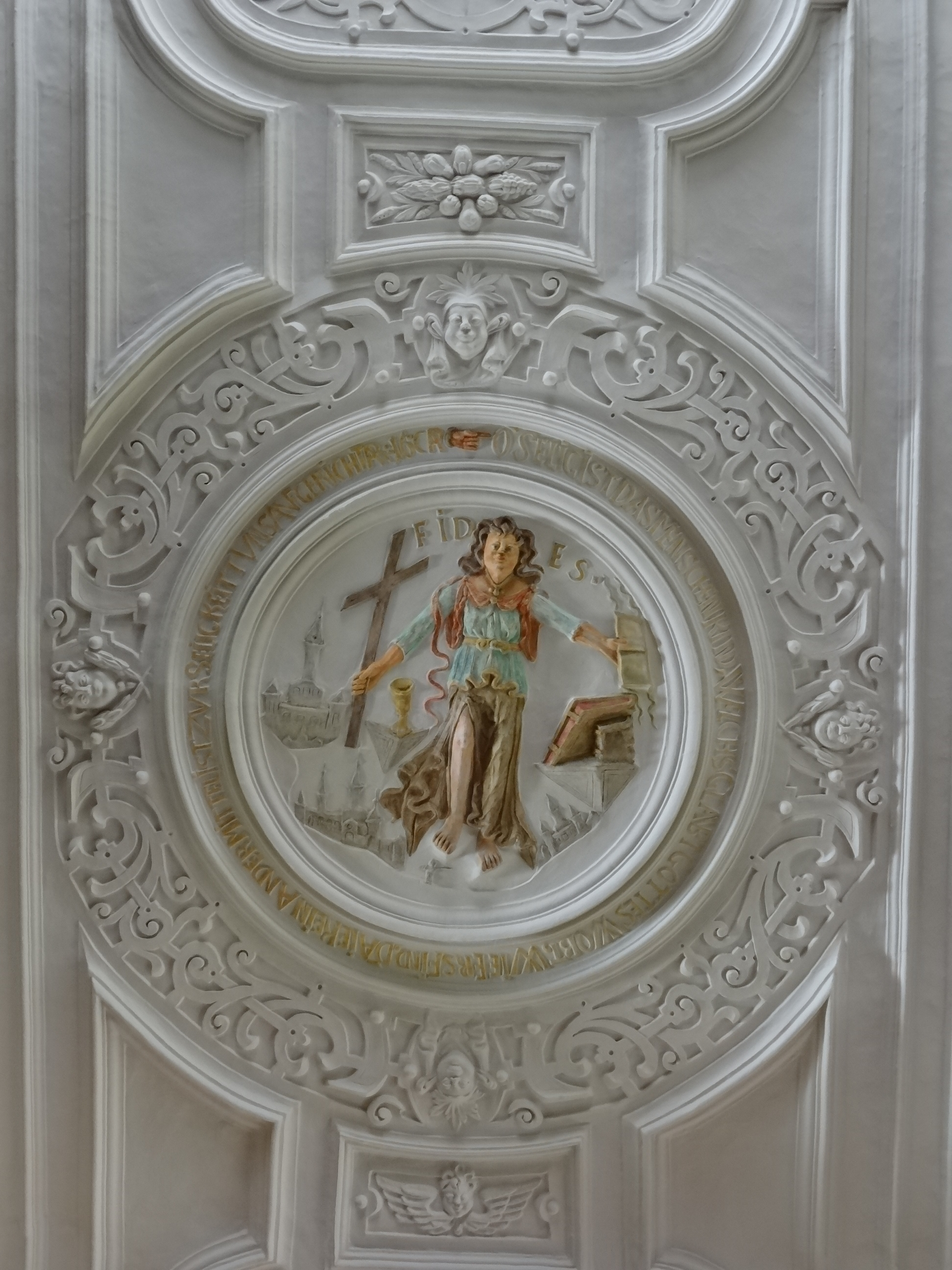
Medaillon

In der Nordwestecke wird der mit 1621 bezeichnete Doppeladler durch die Umschrift aus Mt 11,28  zum Symbol für die Herrschaft Christi, während in der Mitte die weibliche Figur der „iusticia“ (Gerechtigkeit) Schwert und Waage in den Händen hält. Das Medaillon mit einem Engel in der Nordostecke, der einen Schild mit dem Meisterzeichen „PPW“ hält, hat die Umschrift: „ANNO 1620 DEN 26. TAG APRILIS FING MAN AHN DIS GOTTESHAUS ZU BAUEN UND IST DAS 1621. JAHR DURCH GOTTES HILF VOLLENDET WORDEN“.

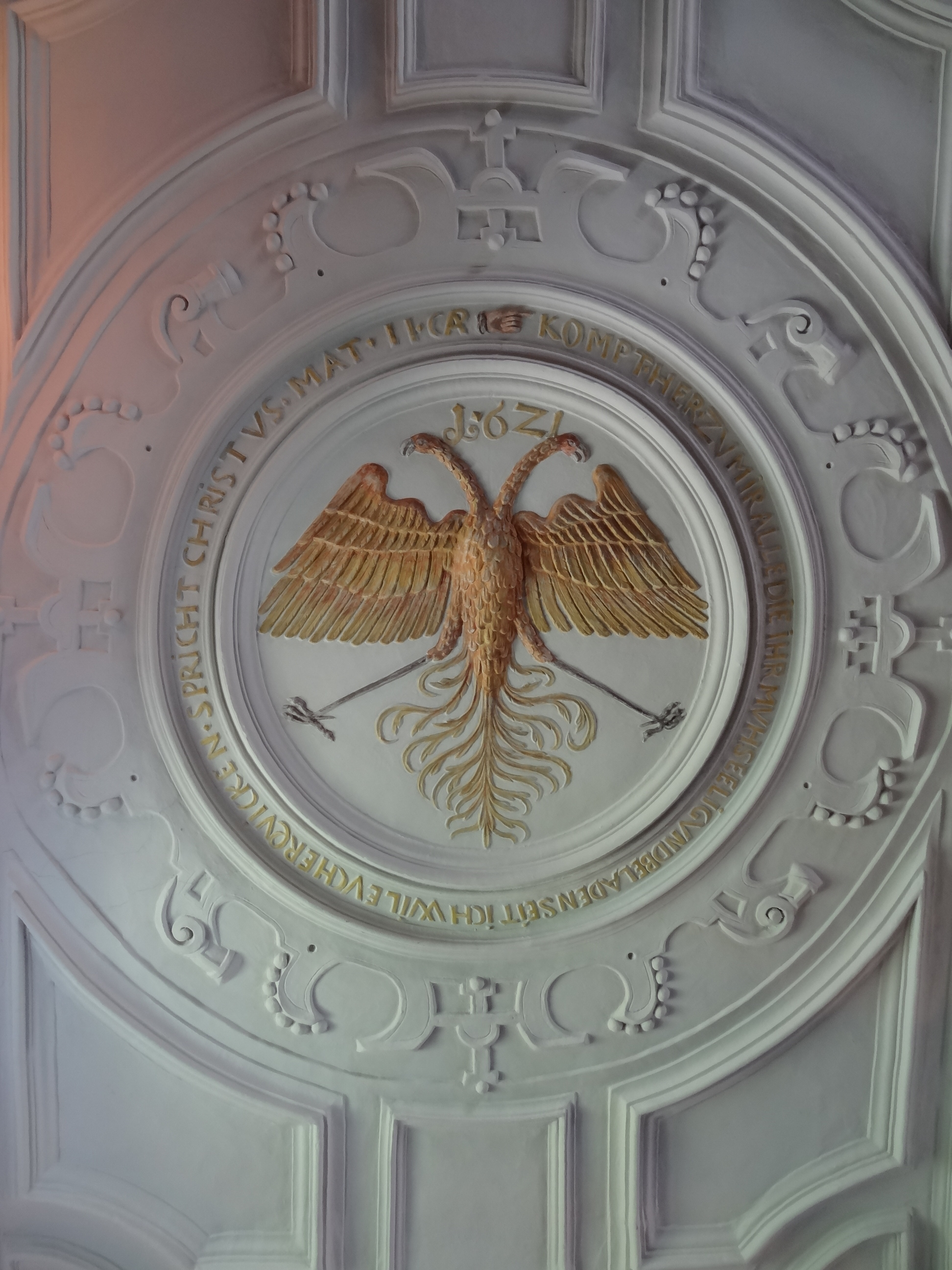
Doppeladler
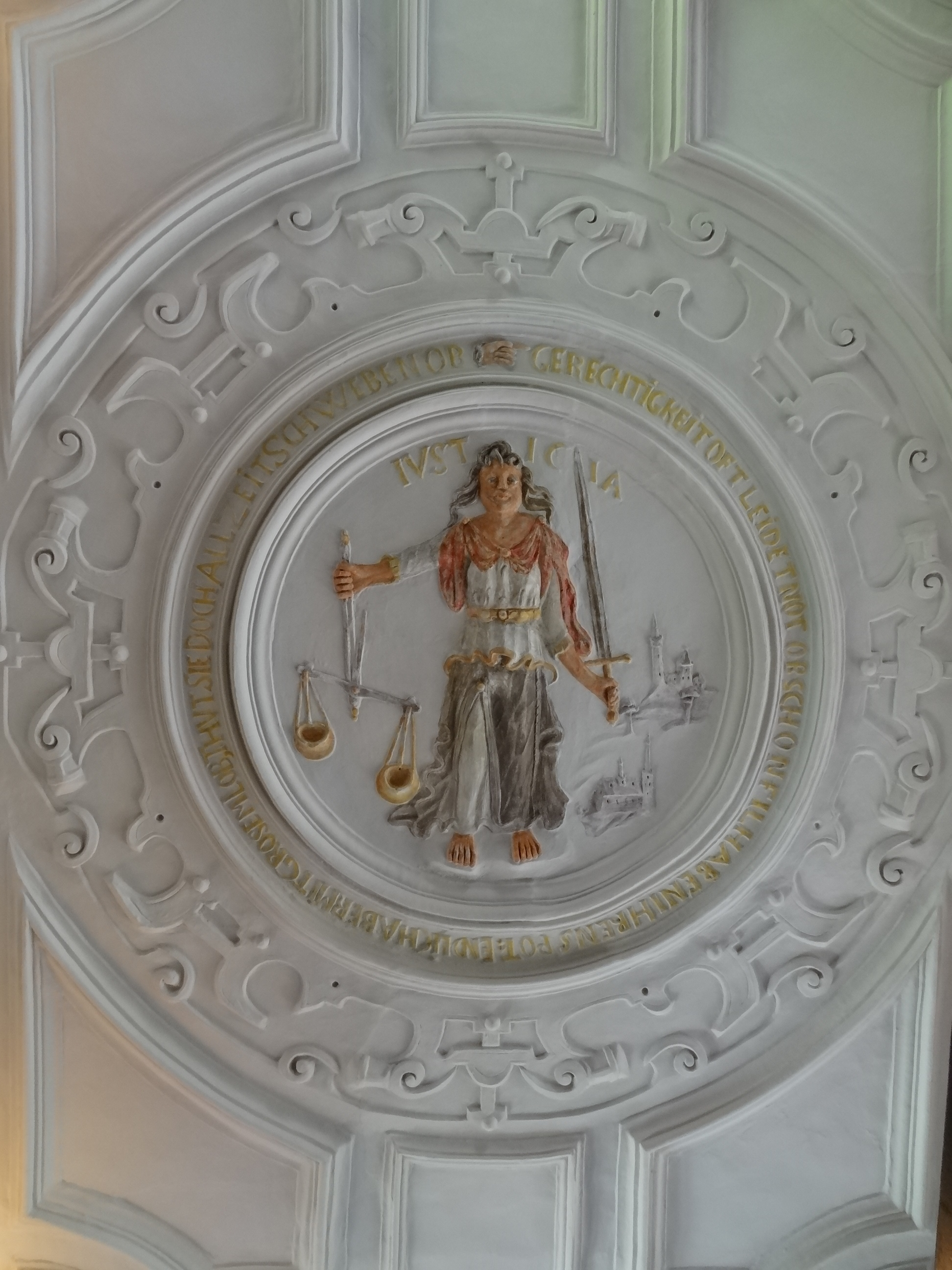
Figur der „iusticia“
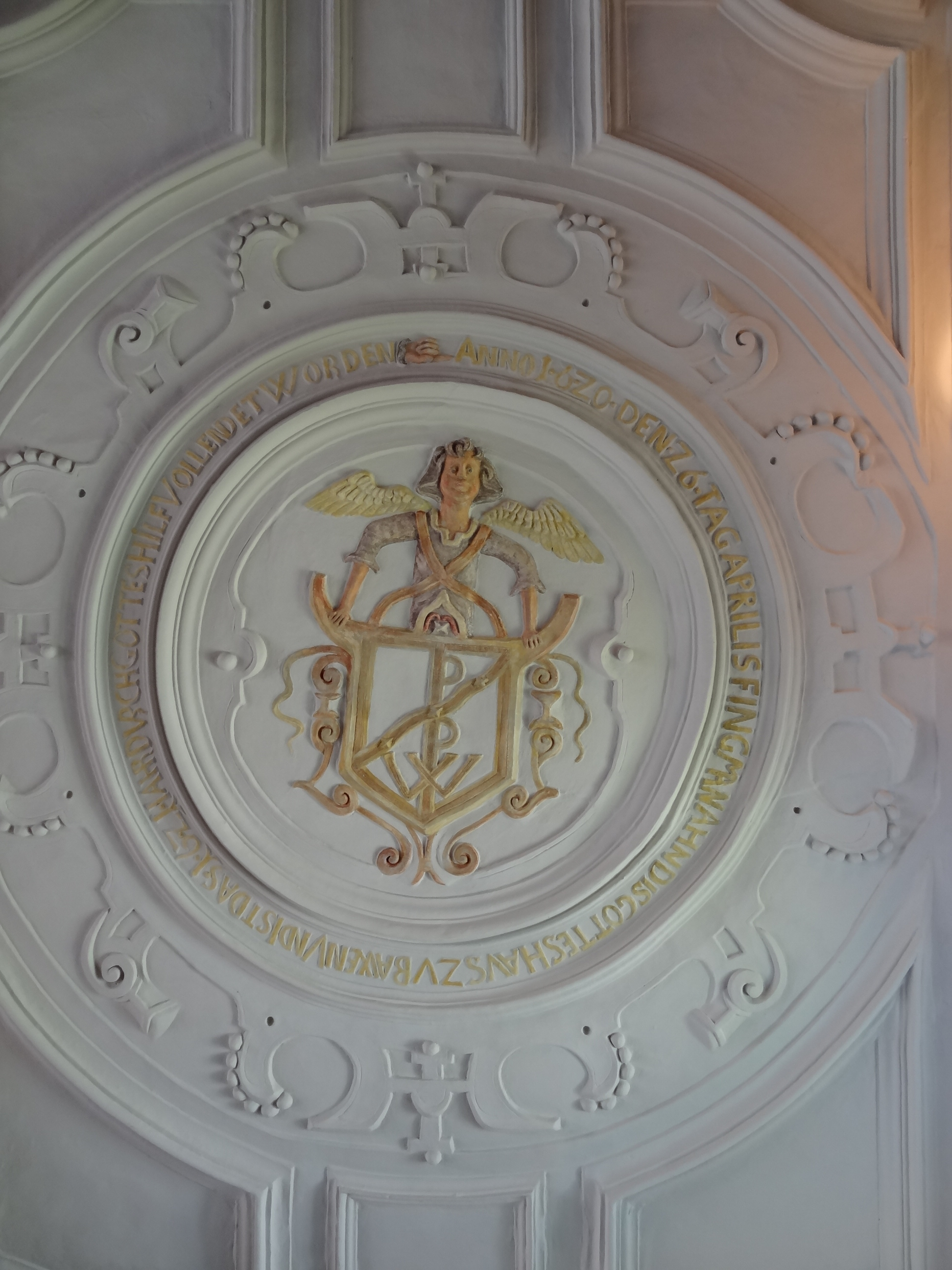
Engel mit dem Meisterzeichen „PPW“

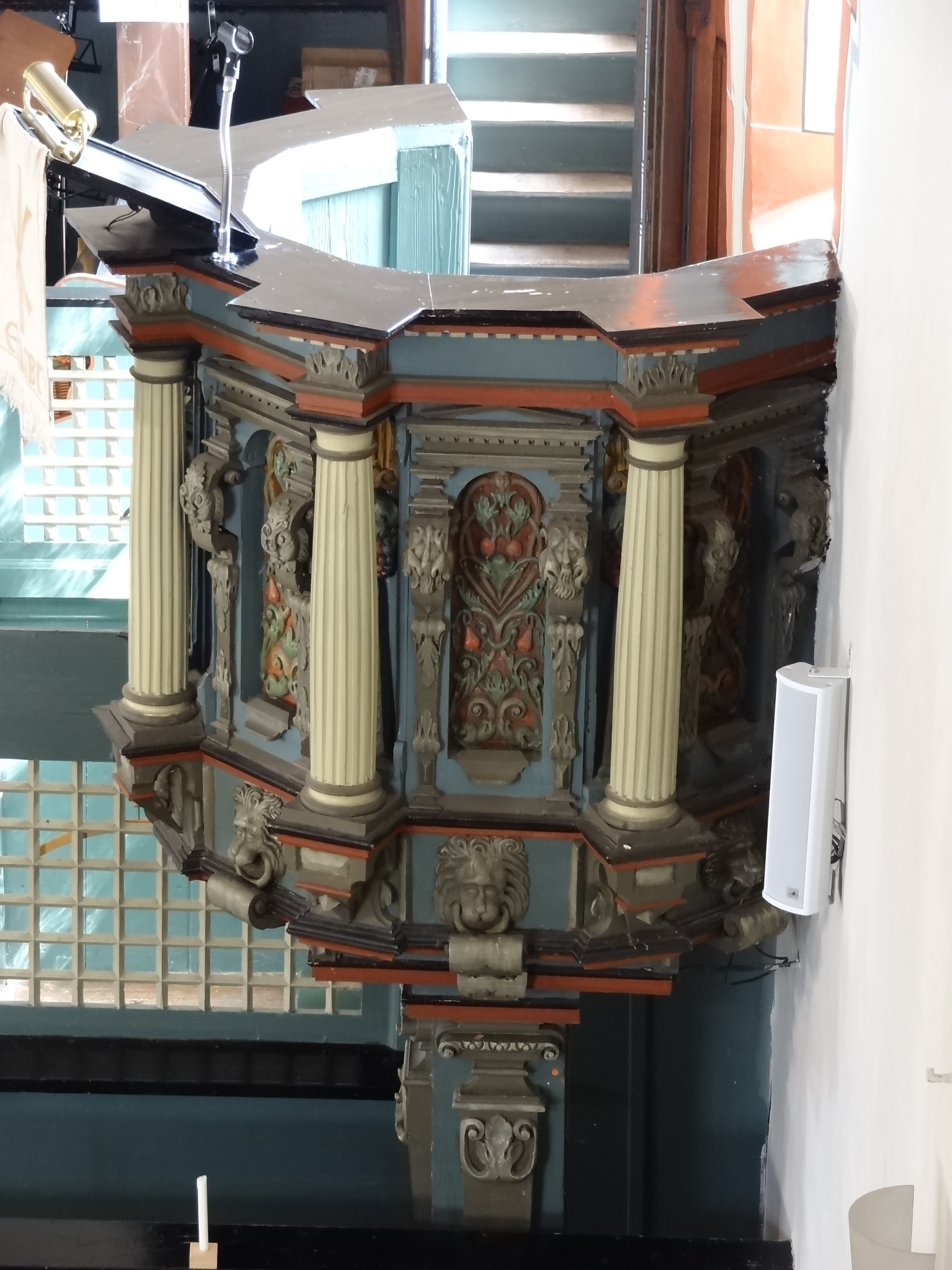
Kanzelkorb

Die L-förmigen Emporen mit Balustergeländer im Norden und Westen stammen aus der Erbauungszeit. Sie ruhen auf hölzernen toskanischen Rundsäulen, die marmoriert sind und auf hohen quaderförmigen Sockeln stehen. Die östliche Orgelempore aus dem 19. Jahrhundert ist demgegenüber niedriger eingebaut und hat eine kassettierte Brüstung. Die Unterseiten der älteren Emporen von 1621 sind ebenfalls mit Medaillons stuckiert, allerdings in schlichterer Weise mit Rosen in Rahmenwerk.
Die hölzerne, polygonale Kanzel von etwa 1620 in blau-rot-grauer Fassung an der Südwand ist im Stil der Spätrenaissance gestaltet. Auf ionisierenden kannelierten Freisäulen auf Eckkonsolen ruhen die Verkröpfungen des oberen Gesimses. Die Kanzelfelder weisen reiches Schnitzwerk auf: Rundbogenfelder mit geschnitzten Ornamenten und Rankenwerk mit Früchten zwischen Pilastern unter einem flachen Dreiecksgiebel. Ein angeschlossener Pfarrstuhl mit durchbrochenem Gitterwerk leitet zum Kanzelaufgang über. Der Kanzelkorb findet seine Entsprechung in einem Schalldeckel, der von einer Stange gehalten wird, die mit schmiedeeisernem Rankwerk, Blättern und Masken verziert ist. Die Kanzel ist das früheste Beispiel einer an der emporenlosen Langseite errichteten Kanzel in der Region.

## Orgel

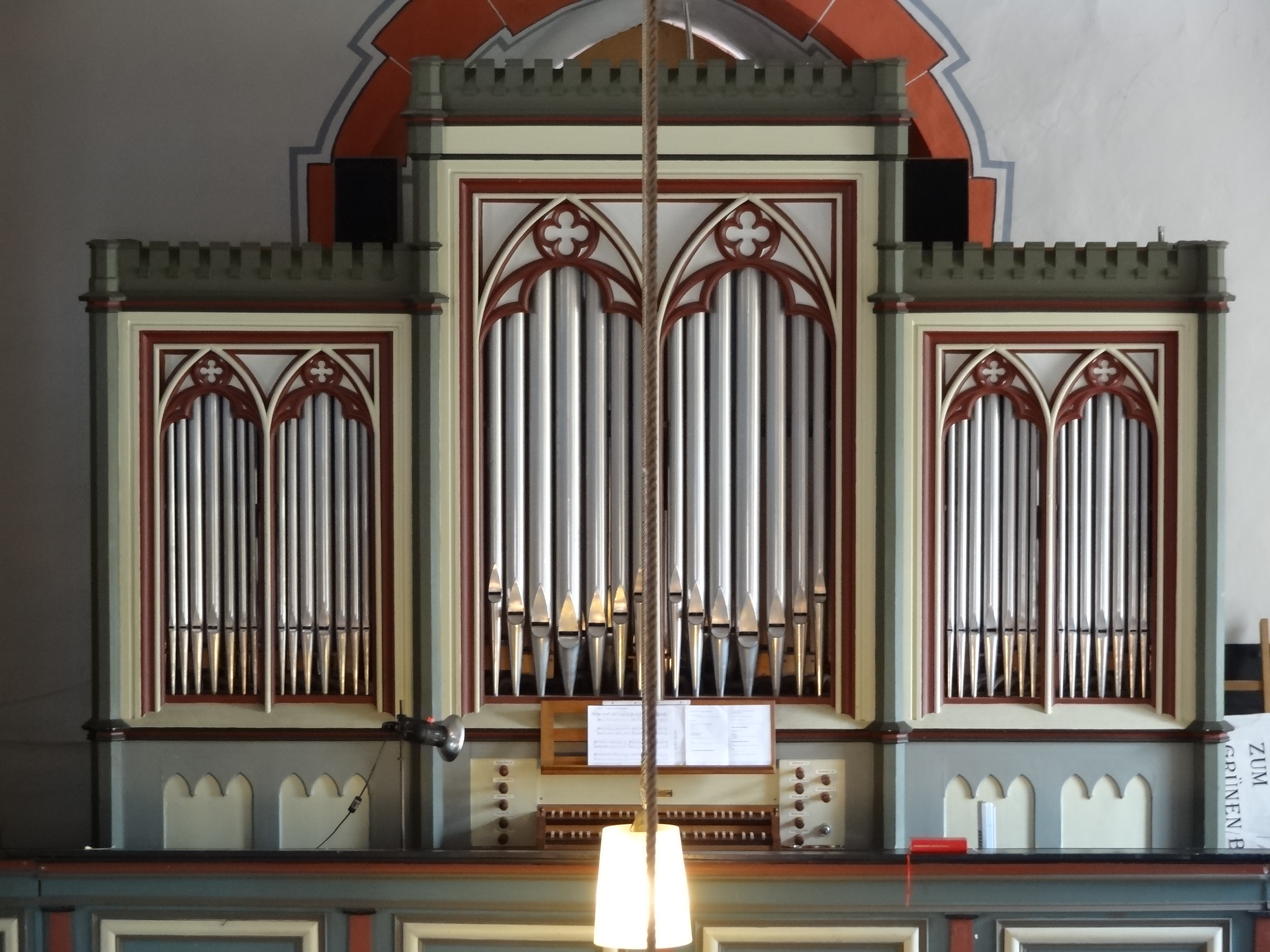
Orgelprospekt von 1866

In den Jahren 1695 bis 1699 erhielt die Kirche eine Orgel von Meister Julius Seyfried (Siegfried), die über acht Register auf einem Manual und angehängtes Pedal verfügte. Das Instrument wurde 1749 durch einen Neubau mit zwölf Registern von Johann Georg Dreuth aus Griedel ersetzt. 1866 erfolgte ein weiterer Orgelneubau durch Johann Georg Förster (II/P/12). Die heutige Orgel baute die Firma Förster & Nicolaus im Jahr 1978 hinter dem neugotischen Prospekt mit sechs Spitzbogenfeldern von 1866 ein.
| I Hauptwerk C–g3 |       |
| Principal        | 8′    |
| Gemshorn         | 8′    |
| Oktave           | 4′    |
| Waldflöte        | 2′    |
| Mixtur III–IV    | 1 ⁄3′ |

| II Seitenwerk C–g3 |       |
| Gedackt            | 8′    |
| Querflöte          | 4′    |
| Nasard             | 2 ⁄3′ |
| Principal          | 2′    |
| Sesquialter II     |       |

| Pedal C–f1 |     |
| Subbass    | 16′ |
| Oktavbass  | 8′  |

- Koppeln: II/I, I/P, II/P

## Geläut

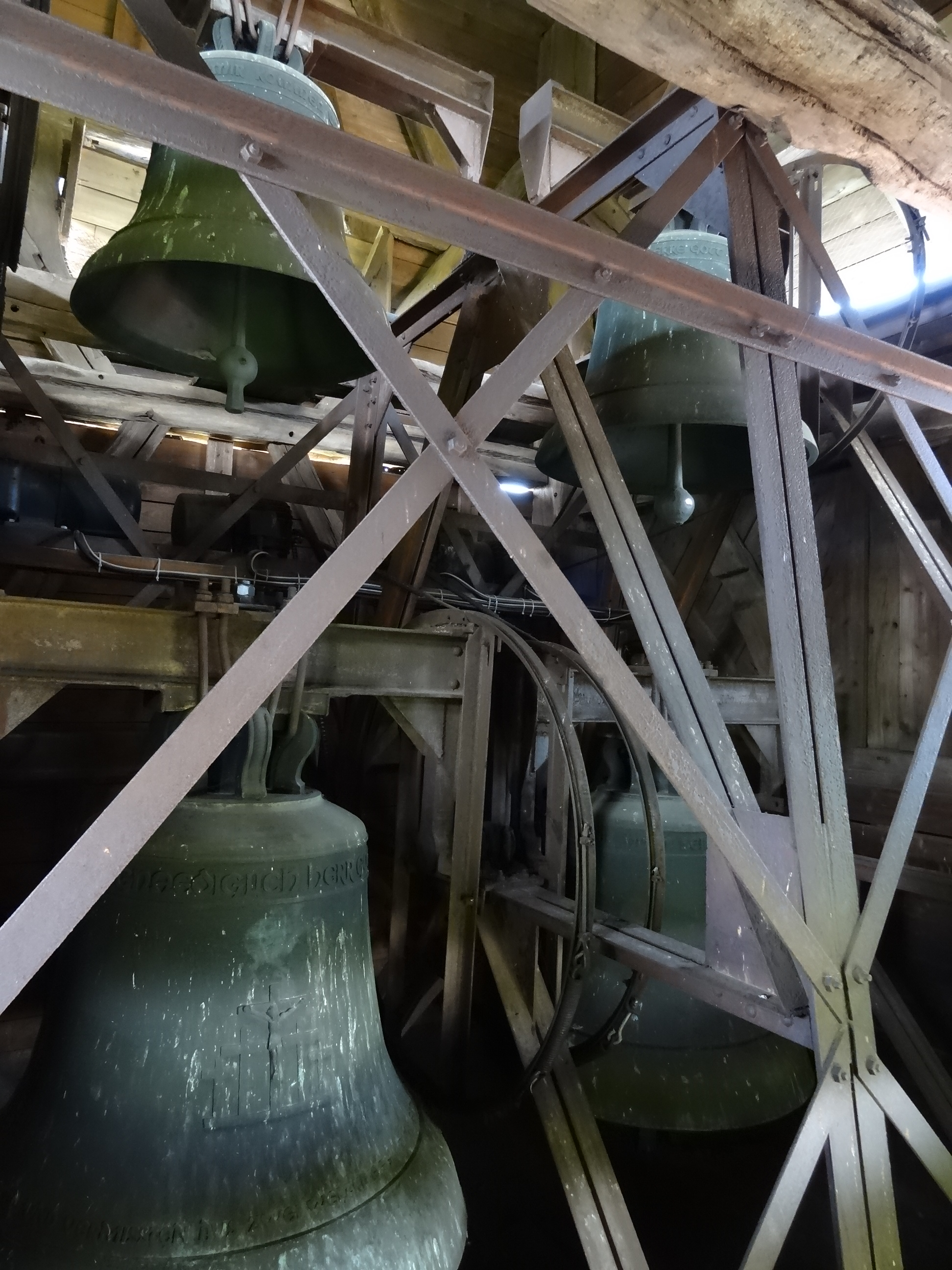
Vierergeläut

Der Dachreiter beherbergt ein Vierergeläut. 1662 wurden zwei Glocken von Guido Monginot gegossen, von dem Glocken in Langsdorf und Hausen erhalten sind. Die größere Glocke von 1662 trug die Inschrift: „SOLI DEO OMNIS GLORIA: EXCLAMATE PATRI SIT LAUS ET GLORIA SUMMA GLORIA SIT CHRISTO ZEPHIRO SIT GLORIA SACRO GLORIA NONNULLIS SECULORUM IN SECULA METIS. GUIDO MONGINOT ME FECIT 1662“. Sie hatte mehrere Reliefmedaillons, darunter eines mit Adam und Eva. Die kleinere Glocke von 1662 hatte als Inschrift: „ICH WERDE GENANNT DER GLOCKE KLANG. ICH BERUFE DIE LEUT DURCH MEINEN GESANG ICH BEWEGE UND TREIBE SIE FORT ZU GOTTES HAUS UND SEINEM WORT. GUIDO MONGINOT ME FECIT 9. AUGUSTI 1662“. Sie wurde 1920 an die Kirche in Hausen verkauft. Für Wohnbach wurde 1821 eine dritte Glocke angeschafft und 1884 eine weitere bei Philipp Heinrich Bach in Windecken gegossen. Seit 1949 hängen dort vier Glocken von Rincker als Ersatz für die im Zweiten Weltkrieg abgelieferten Glocken. Sie sind mit Inschriften und Reliefs verziert. Eine trägt den Bibelvers aus Mk 10,14  „Lasset die Kinder zu mir kommen und wehret ihnen nicht“, zwei andere sind mit Liedversen versehen: „Allein Gott in der Hoeh sei Ehr“ und „Verleih uns Frieden gnaediglich“.